# John Locke (postać)
John Locke – postać fikcyjna, jeden z bohaterów serialu telewizyjnego Zagubieni. Jego rolę odgrywa Terry O’Quinn.

## Przed katastrofą
John Locke urodził się 30 maja 1956 roku. Jego biologiczni rodzice to Emily Annabeth Locke i Anthony Cooper. W dniu urodzin Locke’a Emily miała szesnaście lat i od kilku miesięcy spotykała się z dwa razy starszym od niej Anthonym Cooperem. Pewnej nocy Emily przygotowywała się do randki z Anthonym, jej matka próbowała ją zatrzymać, zdenerwowana Emily wybiegła jednak z domu na ulicę wprost pod koła nadjeżdżającej ciężarówki. W wyniku tego wypadku John narodził się już w szóstym miesiącu ciąży. Choć Johna udało się uratować jego matka nie mogła się pogodzić z tym, że ma dziecko. Po narodzinach Johna w szpitalu pojawia się przedstawiciel Innych, Richard Alpert. Obserwuje przez szybę z korytarza małego Johna w inkubatorze. ponieważ Emily nie jest zainteresowana wychowaniem dziecka, jej matka decyduje, aby umieścić go w domu dziecka. Następnie trafia do kilku rodzin zastępczych. W jednej z nich przeżywa śmierć swojej przybranej siostry Jeannie. Rozpacz jej matki przechodzi, dopiero gdy w domu pojawia się pies - golden retriever.
We wczesnych latach 60., w domu jednej z rodzin zastępczych, małego Johna odwiedza Richard Alpert. Tłumaczy, że reprezentuje szkołę dla bardzo zdolnych dzieci i ma powody, by wierzyć, ze takim właśnie dzieckiem jest młody Locke. Kiedy rozmawia z chłopcem zauważa zawieszony na ścianie wykonany przez chłopca rysunek - kłęby czarnego dymu przygniatające człowieka - potwora z wyspy. Następnie Alpert pokazuje Johnowi kilka przedmiotów: rękawice baseballową, wytarta „Księgę Praw”, komiks zatytułowany „MYSTERIOUS TALES”, kompas, nóż i niewielka fiolkę z tajemniczą substancją (prawdopodobnie piaskiem z wyspy). Zadaniem Locke’a jest wskazanie przedmiotu, który już należy do niego. Chłopiec wybiera nóż. na pytanie Alperta, czy jest pewien swego wyboru, przytakuje. Alpert nie jest zadowolony, John dokonał złego wyboru. Zabiera rzeczy, które przyniósł i szybko wychodzi tłumacząc matce zastępczej Johna, że ten jeszcze nie jest gotowy do szkoły. Kilka lat później widzimy Locke’a w szkole. Koledzy dokuczają mu zamykając go w szkolnej szafce. Z opresji wybawia go jego opiekun. W swoim gabinecie wyjawia mu, że kontaktował się z nim Dr. Alpert reprezentujący firmę Mittelos Laboratories z Portland, która prowadzi eksperymenty chemiczne i szuka nowych technologii. Twierdzi, że Alpert jest bardzo zainteresowany pozyskaniem młodych, z umysłem otwartym na nowe płaszczyzny nauki i chce aby Locke wziął udział w ich letnim obozie. John jest oburzony, według niego właśnie nauka jest przyczyną tego, iż koledzy znęcają się nad nim. Tłumaczy, że nie jest naukowcem, lubi boks, samochody, wędkarstwo i sport. Nauczyciel próbuje go przekonać, aby poświęcił się nauce, bo to ona jest jego powołaniem. John odpowiada mu, żeby ten nie mówił mu co on może.
Tyle wiemy o młodości Johna Locke’a. Jednakże dalsza historia życia tego bohatera jest bardzo ciekawa. Poznajemy go podczas pracy w sklepie, gdy pomaga wybrać chłopcu zabawkę. Podchodzi do niego kobieta, obserwuje go, a następnie szybko opuszcza sklep. John biegnie za nią, a na parkingu dowiaduje się, że jest to jego matka - Emily. Podczas pierwszego spotkania twierdzi, że Locke jest „niepokalanie poczęty” i nie chce ujawnić danych jego ojca. John dochodzi do wniosku, iż kobieta ma problemy z psychiką i zaczyna poszukiwać go na własną rękę. Wkrótce go poznaje. Okazuje się, że jest on bardzo bogatym człowiekiem. John jest coraz częściej zapraszany do jego willi. Nawiązuje przyjaźń z ojcem i próbują razem nadrobić stracone lata. Razem polują, wspólnie spędzają mnóstwo czasu. Podczas jednej z wizyt, Locke „przypadkowo” dowiaduje się, że ojciec jest chory i potrzebuje nerki. Bez wahania zgadza się mu ją ofiarować. Razem przygotowują się do operacji. Transplantacja nerki dochodzi do skutku. Jednak po obudzeniu się po operacji John spostrzega, że łóżko ojca jest puste. Od matki dowiaduje się, że to był podstęp, którego celem było pozyskanie nerki. Oszukany John próbuje wyjaśnić sytuację jadąc do ojca, ale nie zostaje wpuszczony do domu.
Oszukany John chodzi na terapeutyczne spotkania ludzi z problemami. Tam poznaje Helen. Kobieta próbuje pomóc mu uporać się z problemem, ale ten nadal jeździ pod dom ojca, nawet gdy ten się z niego wyprowadził. Podczas jednego z postojów przyjeżdża również Helen, której Locke obiecał, że już nie pojawi się w tym miejscu. kobieta każe mu wybierać, albo ona, albo życie wspomnieniami o ojcu. Stosunki między Johnem a Helen zacieśniają się, a kobieta ofiarowuje mu klucz do swojego mieszkania.
Locke rozpoczyna nowe życie u boku Helen. Postanawia nawet prosić ją o rękę. Gdy wydaje się, że w życiu Locke’a wszystko jest już poukładane znów pojawia się jego ojciec. Czytają gazetę John natrafia na nekrolog Anthony’ego Coopera. Postanawia udać się na pogrzeb, w trakcie ceremonii przebacza wszystko swojemu ojcu. Jednakże tuż po pogrzebie napotyka swojego rzekomo zmarłego ojca. Okazuje się, że pogrzeb był upozorowany, aby ten mógł spokojnie ukryć się wraz z wyłudzonymi pieniędzmi. Prosi Johna o pomoc przy odbiorze wyłudzonej gotówki z banku. W zamian za tę przysługę ofiaruje mu część zdobytej kwoty - 200 000 dolarów. Locke wybiera pieniądze z banku. Jednakże po powrocie do domu zastaje tam dwóch mężczyzn, których widział już na pogrzebie ojca. Pytają go o pieniądze i miejsce pobytu Anthony’ego. John mówi, że nic o tym nie wie. Także gdy Helen pyta go czy Cooper żyje, Locke zaprzecza. Później spotyka się z ojcem w motelu. Oddaje mu pieniądze odmawiając przyjęcia swojej części. Wyznaje mu, że nie są one dla niego ważne, że teraz w liczy się dla niego tylko Helen, której zamierza się oświadczyć. Okazuje się jednak, że Helen śledziła swojego narzeczonego i wszystko obserwowała. Czuje się bardzo zraniona przez Locke’a. Uważa, że ten postawił intrygi ojca ponad ich związkiem. Na te słowa John klęka przed nią i oświadcza jej się. Kobieta jednak nie reaguje, przecząco kręci głową i odjeżdża. W tej samej chwili ojciec także odjeżdża podstawioną taksówką. Locke znów zostaje sam.
Jakiś czas później Locke wstępuje do post-hipisowskiej komuny. Nazywa ją swoją nową „rodziną”. Na farmie, na której mieszkają hodują marihuanę. W tym czasie Locke poznaje autostopowicza Eddiego. Zaprzyjaźnia się z nim i wtajemnicza go w życie i działalność komuny. Wkrótce okazuje się jednak, że Eddie jest oficerem policji rozpracowującym nielegalny handel narkotykami. Członkowie komuny obwiniają Johna o zaistniałą sytuację. Locke chcąc pomóc swojej „rodzinie” zabierają Eddiego na polowanie. W lesie chce go zastrzelić i mierzy do niego z broni, jednak po negocjacjach puszcza go wolno. Nie wiadomo, co wydarzyło się na farmie po odejściu Locke’a i Eddiego.
Oszukany przez ojca i porzucony przez ukochaną i bez szans na życie w normalnej rodzinie Locke, popada w depresję. Pewnego dnia zjawia się u niego nijaki Peter Talbot. Mówi, że jego matka planuje ślub z Anthonym Cooperem. Chce, aby Locke pomógł mu stwierdzić czy narzeczony nie ma żadnego interesu w tym małżeństwie. Twierdzi, że John powinien dobrze znać osobę, której oddał nerkę (Talbot dowiedział się tego ze szpitalnej kartoteki). Locke utrzymuje jednak, iż był anonimowym dawcą. Nie pozostaje jednak obojętny. Spotkawszy ojca w kwiaciarni nakazuje mu natychmiast zostawić w spokoju matkę Petera. Grozi, że w przeciwnym razie sam powie jej, że będzie ona kolejną kobietą oszukaną przez niego. Cooper zgadza się opuścić panią Talbot i wyjechać. Jednak wkrótce Locke’a zatrzymuje policja. Przesłuchują go w związku z niewyjaśnioną tragiczną śmiercią Petera Talbota. Chcą dowiedzieć się czegoś o jego wizycie u Locke’a. John od razu podejrzewa o zabójstwo swojego ojca, jednak ten twierdzi, że nie ma z tym nic wspólnego. Gdy John odwiedza go w jego apartamencie, mówi, że narzeczona załamała się po śmierci syna i odwołała ślub. Locke chce to potwierdzić od razu do niej telefonując. W tej chwili zostaje jednak wypchnięty przez ojca przez okno. Upada na ulicę z siódmego piętra. Właśnie w wyniku tego wypadku stracił władzę w nogach. Podczas rehabilitacji w szpitalu pojawia się Matthew Abaddon. Twierdzi, że Locke powinien wybrać się na wyprawę surwiwalową do australijskiego buszu, aby odkryć samego siebie. Mówi też Locke’owi, że gdy znowu się spotkają ten będzie mu winien przysługę.
Po wypadku, John czuje się całkowicie odrzucony i upokorzony. Pracuje w fabryce pudełek, której właścicielem jest Hugo „Hurley” Reyes. Oparcia szuka u Helen - dziewczyny z seks-telefonu. Snuje także plany o wyjeździe na wyprawę do australijskiego buszu. Poznajemy także jego zwierzchnika, który wyśmiewa się z przezwiska Locke’a „pułkownik” oraz z jego planów uczestniczenia w survivalu. Wieczorem John telefonuje do Helen z informacją, że kupił dwa bilety do Australii, jednak dowiaduje się, że kobieta nie chce z nim jechać, stwierdza też, że to już koniec ich „znajomości”. Mimo wszystko John pragnie jednak wziąć udział w wyprawie. Po dotarciu do Australii dowiaduje się, że nie może uczestniczyć w wyprawie ze względu na swój stan zdrowia. Z braku innej możliwości jest skazany na powrót do USA. Leci na pokładzie samolotu lotu 815, który rozbija się na nieznanej wyspie na Pacyfiku.

## Na wyspie
Zaraz po katastrofie John stwierdza, że jest w pełni sprawny. Pierwszym przyjacielem jakiego poznaje jest Walt. Odnajduje jego psa w dżungli, jednak nie zyskuje sympatii jego ojca Michaela. Później staje na czele grupki, która wyrusza na polowanie na dziki. Tam prawdopodobnie staje oko w oko z „potworem”. Wszyscy myślą, że zginął, ale on powraca z dzikiem. Od początku wszyscy odnoszą się do niego z nieufnością. On jednak zawsze chce pomagać. Staje się tak podczas poszukiwań Claire i Charliego.
W trakcie wędrówki z Boonem natrafia na właz. Nie mogą go jednak otworzyć żadnym sposobem. Locke ma wizję, w której widzi rozbijający się w dżungli samolot i zakrwawionego Boone’a. Gdy mężczyźni odnajdują samolot, młodszy wspina się na drzewa, na których utknęła maszyna, i spada razem z nią. Locke zabiera przyjaciela i przynosi go do jaskini, gdzie niestety Boone umiera. Shannon chcąc się zemścić omal nie zabija Johna. Ratuje go Sayid, który następnie zostaje zaprowadzony do samolotu, a potem do włazu przez Locke’a. W obozie pojawia się Francuzka Danielle Rousseau, która informuje, że właz można otworzyć dynamitem, który jest w „Czarnej Skale” – statek, który rozbił się kiedyś na tej wyspie. Po dynamit idzie między innymi Locke. Podczas drogi powrotnej John zostaje ponownie zaatakowany przez „potwora”, pod postacią czarnego dymu, jednak ratuje go Jack Shephard z pomocą przenoszonego przez siebie, w tajemnicy przed grupą, dynamitu. Zdobytym przez Locke’a i Kate dynamitem wysadzono właz.
Do środka weszła najpierw Kate, potem Locke, a później Jack. W środku spotkali Desmonda, który jak się potem okazało wpisywał co 108 minut liczby 4, 8, 15, 16, 23, 42 do komputera, a po jego ucieczce ta rola spadła na rozbitków. W schronie na Locke’a spadła rola opiekowania się arsenałem. Po przybyciu rozbitków z tylnej części samolotu znalazł wspólny język z Mr. Eko. To on dał mu brakujący fragment taśmy filmowej. Pewnego dnia Michael ogłuszył Johna i wziął broń. Na jego poszukiwania oprócz Locke’a wyruszyli Jack, Sawyer oraz bez ich wiedzy Kate. Podczas poszukiwań spotkali Innych, którzy powiedzieli, że to oni pozwalają im żyć i wyznaczyli nieprzekraczalną dla rozbitków granicę.
John Locke jest postrzegany dwojako. Z jednej strony jest bardzo przydatny, dobrze zna się na broni i tropieniu śladów, zawsze chętnie wszystkim pomaga, np. Claire, przy opiece nad Aaronem. Z drugiej strony jest jednak obwiniany za śmierć Boone’a.
W trzeciej serii odcinków odkrywa stację „Płomień” oraz próbuje zabić rezydującego w niej Rosjanina - Michaiła Bakunina. Wpisując do komputera kod 77 niszczy stacje, uniemożliwiając tym samym kontakt ze światem zewnętrznym. Dociera również do wioski „Innych”, tam za pomocą zabranych ze stacji „Płomień” ładunków C-4 wysadza łódź podwodną, przy pomocy której można przedostać się do świata zewnętrznego. Dowiaduje się, że w wiosce Ben więzi jego ojca - Anthony’ego Coopera (mężczyzna był sprawcą kalectwa Johna). John nie umie jednak zabić swego ojca, pomimo iż zmusza go do tego Ben. Okazuje się, iż Anthony Cooper był również sprawcą tragedii rodzinnej Sawyera. Locke zabiera Jamesa do miejsca, gdzie przetrzymuje swojego ojca. Gdy Sawyer dowiaduje się całej prawdy dusi Coopera. Locke zabiera ciało swojego ojca do Bena i żąda by ten wyjawił mu prawdę o wyspie. Ben zabiera go do Jacoba. Locke jednak nie widzi tego człowieka, podejrzewa iż Ben odgrywa przed nim „przedstawienie”. Na odchodnym słyszy jednak głos „help me”. Później Ben pokazuje mu zbiorową mogiłę, w której spoczywają osoby związane z inicjatywą DHARMA. Ben wraz z tubylcami zabił ich wszystkich. Chwilę potem Ben nieoczekiwanie strzela do Locka i zostawia go konającego w dole wraz ze zwłokami.
John Locke pojawia się po raz kolejny w odcinku „Through the Looking Glass”. Widzimy go leżącego w dole wśród szczątków członków Inicjatywy DHARMA. Znów nie może ruszać nogami, zdesperowany przygotowuje się do samobójstwa. W tej chwili ukazuje mu się Walt, który każe mu odłożyć broń i wstać, mówi mu, że ma coś do zrobienia. Nie wiemy, czy Walt rzeczywiście powrócił na wyspę, czy też jest tylko przywidzeniem Locke’a bądź wytworem tajemniczego dymu (potwora). W dalszej części tego epizodu John pojawia się przy grupie rozbitków próbujących się skontaktować ze statkiem ratowniczym za pośrednictwem radiotelefonu Naomi. Gdy Naomi nawiązuje połączenie Locke zabija ją od tyłu rzucając nożem. Podobnie jak Ben twierdzi, że rozbitkowie nie powinni kontaktować się z rzekomymi ratownikami. Kiedy Jack podejmuje rozmowę z załogą statku, odchodzi do dżungli. Spotyka tam Hurleya. Po opuszczeniu wyspy przez Bena, Locke zostaje przywódcą jego ludzi.

## Po wydostaniu się z wyspy
Locke po opuszczeniu wyspy spotyka się z Charlesem Widmore, który informuje go, że wcale nie będzie musiał umrzeć, by sprowadzić swych przyjaciół z powrotem na wyspę. Locke bierze się do pracy. Niestety, żaden z jego przyjaciół nie ma zamiaru wracać na wyspę. Po pewnym czasie Locke próbuje popełnić samobójstwo. Nagle do jego pokoju wbiega Ben, który mówi mu, żeby tego nie robił. Mówi mu, że Jack wykupił bilet na samolot, i by poszedł do Sun u której jeszcze nie był. Gdy Locke mówi Benowi o Eloise Hawking, Ben zabija Locke’a. W finałowym odcinku czwartej serii, widzimy jak Jack, który chce wracać na wyspę oraz Ben stoją nad trumną w której leży posądzony o samobójczą śmierć, Locke

## Po powrocie na wyspę
Martwy Locke w trumnie znajduje się w samolocie, który miał rozbić się na wyspie. Jednakże tajemniczy przeciwnik Jacoba (Potwór, Czarny Dym, brat Jacoba) przybiera jego postać i podaje się za niego. Po rozbiciu, fałszywy Locke budzi się. Razem z Benem odpływają na „Właściwą Wyspę”, gdyż Ben chce, by „Potwór” pozwolił mu zostać na wyspie. Wróg Jacoba zostaje przywódcą „Innych”. Zamierza odnaleźć niejakiego Jacoba, co mu się udaje. Nakazuje Benowi zabicie Jacoba, co też Ben czyni. W końcu Ilana pokazuje Innym ciało Locke’a ujawniając, że mężczyzna, który podawał się za Johna jest kimś zupełnie innym.